# Kajetan Kwiatkowski
Kajetan Kwiatkowski pseud. i krypt.: Bezstronny obywatel; K. K.; K... K..., (ur. 1769, zm. 30 października 1852 w Warszawie) – polski historyk, tłumacz i publicysta.

## Życiorys
Urodził się w roku 1769, jako syn Józefa, skarbnika trembowelskiego, i Marianny z Borkowskich. W młodości podpisywał się jako "Kwiatkowski z Kwiatkowa". W czasie Sejmu Czteroletniego występował otwarcie jako zwolennik reform politycznych. Był (od roku 1790) szambelanem królewskim Stanisława Augusta. Brał czynny udział w insurekcji kościuszkowskiej : 27 kwietnia 1794 powołany na stanowisko asesora Dyrekcji Wykonawczej Departamentu Policji, 3 dni później został komisarzem Deputacji Komisji Porządkowej Ziemi Warszawskiej a 2 sierpnia objął funkcję asesora Dyrekcji Biletów Skarbowych.
Po rozbiorach zamieszkał w Warszawie. Był czynnym (od 17 listopada 1805) członkiem warszawskiego Towarzystwa Przyjaciół Nauk. Zebrał pokaźny zbiór książek i rękopisów historycznych, zakupionych w 1821 przez Tytusa Działyńskiego i przechowywanych później w Kórniku (tzw. Biblioteka Kórnicka). Za czasów Królestwa Kongresowego: radca w Komisji Województwa Mazowieckiego, wizytator (kurator) szkół pijarskich w Warszawie, a nieco później dyrektor gimnazjum w Kielcach. Pod koniec życia powrócił do Warszawy, gdzie w wieku 83 lat zmarł 30 października roku 1852.

## Twórczość

### Ważniejsze utwory
- Próbka pióra bezstronnego obywatela nad stanem teraźniejszym i przyszłym Rzeczypospolitej Polskiej, Warszawa 1791; autorstwo według Estreichera XX (1905), 430; przeróbka broszury H. Kołłątaja Krótka rada względem napisania dobrej konstytucji rządu (Warszawa 1790)
- Referat o odczycie Joachima Lelewela pt. Stosunki handlowe Fenicjanów, a później Kartagińczyków z Grekami, powst. 1813, wyd. A. Kraushar: Towarzystwo Warszawskie Przyjaciół Nauk t. 3, Warszawa 1902; współautor: J. P. Woronicz
- Dzieje narodu polskiego za panowania Władysława IV, króla polskiego i szwedzkiego, Warszawa 1823, fragmenty przedr. I. Szydłowski w: Przykłady stylu polskiego t. 1, Wilno 1827

### Przekłady
- S. Gessner: Pierwszy żeglarz, Noc, Wizerunek potopu, 3 pisma wyjęte z dzieł Gessnera, przetłumaczone przez K. K., Warszawa 1789; wyd. następne: Warszawa 1809
- J. R. Sigaud de La Fond: Szkoła szczęśliwości, czyli obraz cnót towarzyskich... t. 1-2, Warszawa 1789; wyd. następne: Szkoła uszczęśliwienia..., Warszawa 1792
- C. T. Svetonius: Dzieje dwunastu cesarzów rzymskich t. 1-2, Wrocław 1826

### Listy
- Do J. Lelewela 5 listów z lat 1814-1823, rękopis: Biblioteka Jagiellońska, sygn. 4435
- Od J. U. Niemcewicza z 7 kwietnia 1822, rękopis: Ossolineum, sygn. 12293/II.